# Hamiltonsche Mechanik
Die hamiltonsche Mechanik, benannt nach William Rowan Hamilton, ist ein Teilgebiet der klassischen Mechanik. Sie untersucht die Bewegung im Phasenraum. Dabei handelt es sich um die Menge der Paare von Orts- und Impulswerten, die man bei dem betrachteten System von Teilchen anfänglich frei vorgeben kann. Danach bestimmt die Hamilton-Funktion durch die hamiltonschen Bewegungsgleichungen, wie sich die Orte und Impulse der Teilchen (bei Vernachlässigung von Reibung) mit der Zeit ändern.
Die Bewegungsgleichungen wurden 1834 von William Rowan Hamilton angegeben.
Alle Bewegungsgleichungen, die aus einem Wirkungsprinzip folgen, kann man als dazu äquivalente hamiltonsche Bewegungsgleichungen formulieren. Diese haben zwei entscheidende Vorteile:
- Zum einen besagt der Satz von Liouville, dass die Bewegung im Phasenraum volumentreu ist. Daraus folgt, dass es bei der Bewegung im Phasenraum keine Wirbel und Staupunkte gibt, vergleichbar dem Fluss einer inkompressiblen Flüssigkeit.
- Zum anderen besitzen die hamiltonschen Bewegungsgleichungen eine große Gruppe von Transformationen, die kanonischen Transformationen, die es gestatten, sie in andere, manchmal lösbare hamiltonsche Gleichungen zu transformieren.

Mit den hamiltonschen Bewegungsgleichungen untersucht man insbesondere integrable und chaotische Bewegung und verwendet sie in der statistischen Physik.

## Einzelheiten
Ein hamiltonsches mechanisches System {\displaystyle (M,\omega ,{\mathcal {H}})} besteht
- aus einer {\displaystyle 2n}-dimensionalen glatten Mannigfaltigkeit {\displaystyle M} genannt Phasenraum (zum Beispiel {\displaystyle \mathbb {R} ^{2n}}) und einer symplektischen Struktur {\displaystyle \omega }, was {\displaystyle (M,\omega )} zu einer symplektischen Mannigfaltigkeit macht.
- einer glatten Funktion {\displaystyle {\mathcal {H}}\colon M\to \mathbb {R} } genannt Hamilton-Funktion.[1]

Die Hamilton-Funktion {\displaystyle {\mathcal {H}}(t,q,p)} eines Systems von Teilchen ist ihre Energie als Funktion des Phasenraumes. Sie hängt von den (verallgemeinerten) Ortskoordinaten {\displaystyle q=(q_{1},q_{2},\dots ,q_{n})} und von den (verallgemeinerten) Impulskoordinaten {\displaystyle p=(p_{1},p_{2},\dots ,p_{n})} der Teilchen ab und kann auch von der Zeit {\displaystyle t} abhängen.
Die Zahl {\displaystyle n} der Koordinaten und Impulse nennt man die Zahl der Freiheitsgrade. Der Phasenraum ist {\displaystyle 2n}-dimensional.
Die Hamilton-Funktion bestimmt die zeitliche Entwicklung der Teilchenorte und Teilchenimpulse durch die hamiltonschen Bewegungsgleichungen:
{\displaystyle {\dot {q}}_{k}={\frac {\mathrm {d} }{\mathrm {d} t}}q_{k}={\frac {\partial {\mathcal {H}}}{\partial p_{k}}}\,,\quad {\dot {p}}_{k}={\frac {\mathrm {d} }{\mathrm {d} t}}p_{k}=-{\frac {\partial {\mathcal {H}}}{\partial q_{k}}}\,,\quad k=1,2,\dots ,n}
Dies ist ein System gewöhnlicher Differentialgleichungen erster Ordnung für die {\displaystyle 2n} unbekannten Funktionen der Zeit, {\displaystyle q(t),p(t)\,.}
Wenn die Hamilton-Funktion nicht explizit von {\displaystyle t} abhängt, dann schneiden sich die Lösungskurven nicht und es geht durch jeden Punkt des Phasenraums eine Lösungskurve.
Bei zeitabhängigen {\displaystyle {\mathcal {H}}(t,q,p)} kann man die Zeit als einen zusätzlichen Freiheitsgrad {\displaystyle t=q_{0}} mit zugehörigem Impuls {\displaystyle p_{0}} und der zeitunabhängigen Hamilton-Funktion {\displaystyle {\hat {\mathcal {H}}}(q_{0},q,p_{0},p)={\mathcal {H}}(q_{0},q,p)+p_{0}} auffassen. Daher beschränken wir uns im Folgenden auf zeitunabhängige Hamilton-Funktionen. Allerdings ist die Funktion {\displaystyle {\mathcal {H}}(q_{0},q,p)+p_{0}} nicht nach unten beschränkt und die Hyperfläche konstanter Energie {\displaystyle {\hat {\mathcal {H}}}=E} ist nicht, wie bei einigen Überlegungen vorausgesetzt, kompakt.

## Teilchen im Potential
Bei einem Teilchen der Masse {\displaystyle m}, das sich nichtrelativistisch in einem Potential {\displaystyle V} bewegt, setzt sich die Hamilton-Funktion aus kinetischer und potentieller Energie zusammen:
{\displaystyle {\mathcal {H}}(\mathbf {q} ,\mathbf {p} )={\frac {\mathbf {p} ^{2}}{2\,m}}+V(\mathbf {q} )}
Die zugehörigen hamiltonschen Bewegungsgleichungen
{\displaystyle {\dot {q}}_{k}={\frac {p_{k}}{m}}\ ,\ {\dot {p}}_{k}=-{\frac {\partial V}{\partial q_{k}}}}
sind Newtons Gleichungen für die Bewegung in einem konservativen Kraftfeld,
{\displaystyle m\,{\ddot {q}}_{k}=F_{k}=-{\frac {\partial V}{\partial q_{k}}}\,.}
Beispielsweise ist die potentielle Energie eines eindimensionalen {\displaystyle (n=1)} harmonischen Oszillators nach dem Hookeschen Gesetz {\displaystyle V(q)={\frac {1}{2}}\,m\,\omega ^{2}\,q^{2}}. Obige Bewegungsgleichung wird zu
{\displaystyle m\,{\ddot {q}}=-m\,\omega ^{2}\,q}
und man erhält, dass die Bahn um die Ruhelage {\displaystyle q=0} schwingt:
{\displaystyle q(t)=A\,\cos {\bigl (}\omega \,(t-t_{0}){\bigr )}\,.}
Dabei ist {\displaystyle A} die Amplitude und {\displaystyle t_{0}} eine Zeit, zu der diese maximale Auslenkung durchlaufen wird.

## Freies relativistisches Teilchen
Für ein relativistisches, freies Teilchen mit der Energie-Impuls-Beziehung {\displaystyle E^{2}-\mathbf {p} ^{2}\,c^{2}=m^{2}\,c^{4}} ist die Hamilton-Funktion
{\displaystyle {\mathcal {H}}(\mathbf {q} ,\mathbf {p} )={\sqrt {m^{2}\,c^{4}+\mathbf {p} ^{2}\,c^{2}}}.}
Die hamiltonschen Bewegungsgleichungen besagen, wie die Geschwindigkeit mit dem Impuls zusammenhängt und dass sich der Impuls nicht mit der Zeit ändert:
{\displaystyle {\dot {q}}_{k}={\frac {\partial {\mathcal {H}}}{\partial p_{k}}}={\frac {p_{k}\,c^{2}}{\sqrt {m^{2}\,c^{4}+\mathbf {p} ^{2}\,c^{2}}}}\,,\quad k=1,2,3}
{\displaystyle {\dot {p}}_{k}=-{\frac {\partial {\mathcal {H}}}{\partial q_{k}}}=0}
Wenn die Hamilton-Funktion wie in diesen Beispielen nicht von der Zeit abhängt, behält das System von Teilchen seine anfängliche Energie, sie ist dann eine Erhaltungsgröße.

## Wirkungsprinzip
Die hamiltonschen Bewegungsgleichungen folgen aus dem hamiltonschen Prinzip der stationären Wirkung.
Von allen denkbaren Bahnen im Phasenraum,
{\displaystyle \Gamma \colon t\mapsto {\bigl (}q(t),p(t){\bigr )}\,,}
die anfänglich zur Zeit {\displaystyle {\underline {t}}} durch den Anfangspunkt
{\displaystyle {\bigl (}{\underline {q}},{\underline {p}}{\bigr )}={\bigl (}q({\underline {t}}),p({\underline {t}}){\bigr )}}
und schließlich zur Zeit {\displaystyle {\overline {t}}} durch den Endpunkt
{\displaystyle {\bigl (}{\overline {q}},{\overline {p}}{\bigr )}={\bigl (}q({\overline {t}}),p({\overline {t}}){\bigr )}}
laufen, ist die physikalisch durchlaufene Bahn diejenige, auf der die Wirkung
{\displaystyle W[\Gamma ]=\int \limits _{\underline {t}}^{\overline {t}}\mathrm {d} t\,\left(\sum _{i=1}^{n}p_{i}(t)\,{\frac {\mathrm {d} q_{i}(t)}{\mathrm {d} t}}-{\mathcal {H}}(q(t),p(t))\right)}
stationär ist.
Betrachtet man nämlich eine einparametrige Schar von Kurven
{\displaystyle \Gamma _{\alpha }:t\mapsto {\bigl (}q(t,\alpha ),p(t,\alpha ){\bigr )}\,,}
die anfänglich zur Zeit {\displaystyle {\underline {t}}} durch den Anfangspunkt
{\displaystyle {\bigl (}{\underline {q}},{\underline {p}}{\bigr )}={\bigl (}q({\underline {t}},\alpha ),p({\underline {t}},\alpha ){\bigr )}}
und schließlich zur Zeit {\displaystyle {\overline {t}}} durch den Endpunkt
{\displaystyle {\bigl (}{\overline {q}},{\overline {p}}{\bigr )}={\bigl (}q({\overline {t}},\alpha ),p({\overline {t}},\alpha ){\bigr )}}
laufen, so ist die Wirkung {\displaystyle W[\Gamma _{\alpha }]} für {\displaystyle \alpha =0} extremal, falls dort die Ableitung nach {\displaystyle \alpha } verschwindet.
Wir bezeichnen diese Ableitung als Variation der Wirkung
{\displaystyle \delta W={\frac {\partial W[\Gamma _{\alpha }]}{\partial \alpha }}_{|_{\alpha =0}}\,.}
Ebenso ist
{\displaystyle \delta q_{i}={\frac {\partial q_{i}(t,\alpha )}{\partial \alpha }}_{|_{\alpha =0}}}
die Variation des Ortes und
{\displaystyle \delta p_{i}={\frac {\partial p_{i}(t,\alpha )}{\partial \alpha }}_{|_{\alpha =0}}}
die Variation des Impulses.
Die Variation der Wirkung ist nach der Kettenregel
{\displaystyle \delta W=\sum _{i=1}^{n}\int \limits _{\underline {t}}^{\overline {t}}\mathrm {d} t\left(\delta p_{i}(t)\,{\frac {\mathrm {d} q_{i}(t)}{\mathrm {d} t}}+p_{i}(t)\,{\frac {\mathrm {d} \delta q_{i}(t)}{\mathrm {d} t}}-\delta q_{i}(t)\,{\frac {\partial {\mathcal {H}}}{\partial q_{i}}}_{|_{(q(t),p(t))}}-\delta p_{i}(t)\,{\frac {\partial {\mathcal {H}}}{\partial p_{i}}}_{|_{(q(t),p(t))}}\right)\,.}
Den zweiten Term schreiben wir als vollständige Zeitableitung und einen Term, bei dem {\displaystyle \delta q_{i}} ohne Zeitableitung auftritt:
{\displaystyle p_{i}(t)\,{\frac {\mathrm {d} \delta q_{i}(t)}{\mathrm {d} t}}={\frac {\mathrm {d} {\bigl (}p_{i}(t)\,\delta q_{i}(t){\bigr )}}{\mathrm {d} t}}-{\frac {\mathrm {d} p_{i}(t)}{\mathrm {d} t}}\,\delta q_{i}(t)}
Das Integral über die vollständige Ableitung ergibt {\displaystyle {\bigl (}p_{i}(t)\,\delta q_{i}(t){\bigr )}} zur Anfangs- und Endzeit und verschwindet, weil dann {\displaystyle \delta q_{i}} verschwindet, denn es gehen alle Kurven der Schar durch dieselben Anfangs- und Endpunkte. Fassen wir schließlich die Terme mit {\displaystyle \delta q_{i}} und {\displaystyle \delta p_{i}} zusammen, so beträgt die Variation der Wirkung
{\displaystyle \delta W=\sum _{i=1}^{n}\int \limits _{\underline {t}}^{\overline {t}}\mathrm {d} t\left(-\delta q_{i}(t)\left({\frac {\mathrm {d} p_{i}(t)}{\mathrm {d} t}}+{\frac {\partial {\mathcal {H}}}{\partial q_{i}}}_{|_{(q(t),p(t))}}\right)+\delta p_{i}(t)\left({\frac {\mathrm {d} q_{i}(t)}{\mathrm {d} t}}-{\frac {\partial {\mathcal {H}}}{\partial p_{i}}}_{|_{(q(t),p(t))}}\right)\right)\,.}
Damit die Wirkung stationär ist, muss dieses Integral für alle {\displaystyle \delta q_{i}} und alle {\displaystyle \delta p_{i}} verschwinden, die anfänglich und schließlich verschwinden. Das ist genau dann der Fall, wenn die Faktoren verschwinden, mit denen sie im Integral auftreten:
{\displaystyle 0={\frac {\mathrm {d} p_{i}(t)}{\mathrm {d} t}}+{\frac {\partial {\mathcal {H}}}{\partial q_{i}}}_{|_{(q(t),p(t))}}}
{\displaystyle 0={\frac {\mathrm {d} q_{i}(t)}{\mathrm {d} t}}-{\frac {\partial {\mathcal {H}}}{\partial p_{i}}}_{|_{(q(t),p(t))}}}
Die Wirkung ist also stationär, wenn die hamiltonschen Bewegungsgleichungen gelten.

## Zusammenhang zur Lagrange-Funktion
Die Hamilton-Funktion ist die bezüglich der Geschwindigkeiten {\displaystyle {\dot {q}}=({\dot {q}}_{1},{\dot {q}}_{2}\dots {\dot {q}}_{n})} Legendre-Transformierte der Lagrange-Funktion {\displaystyle {\mathcal {L}}(q,{\dot {q}}):}
{\displaystyle {\mathcal {H}}(q,p)=\sum _{k=1}^{n}p_{k}\,{\dot {q}}_{k}(q,p)-{\mathcal {L}}(q,{\dot {q}}(q,p))}
Dabei sind auf der rechten Seite mit den Geschwindigkeiten {\displaystyle {\dot {q}}} diejenigen Funktionen {\displaystyle {\dot {q}}(q,p)} gemeint, die man erhält, wenn man die Definition der Impulse
{\displaystyle p_{k}={\frac {\partial {\mathcal {L}}}{\partial {\dot {q}}_{k}}}}
nach den Geschwindigkeiten auflöst.
Wenn man die Definition der Impulse invertieren und nach den Geschwindigkeiten auflösen kann, dann gelten die hamiltonschen Bewegungsgleichungen genau dann, wenn die Euler-Lagrange-Gleichungen der Wirkung
{\displaystyle W[\Gamma ]=\int _{\underline {t}}^{\overline {t}}\mathrm {d} t\,{\mathcal {L}}(q(t),{\dot {q}}(t))}
erfüllt sind.
Denn die partielle Ableitung von {\displaystyle {\mathcal {H}}} nach den Impulsen ergibt nach der Kettenregel und der Definition der Impulse
{\displaystyle {\frac {\partial {\mathcal {H}}}{\partial p_{i}}}={\dot {q}}_{i}+\sum _{j}p_{j}{\frac {\partial {\dot {q}}_{j}}{\partial p_{i}}}-\sum _{j}{\frac {\partial {\dot {q}}_{j}}{\partial p_{i}}}\underbrace {\frac {\partial {\mathcal {L}}}{\partial {\dot {q}}_{j}}} _{p_{j}}={\dot {q}}_{i}\,.}
Ebenso ergibt die Ableitung nach den Ortskoordinaten
{\displaystyle {\frac {\partial {\mathcal {H}}}{\partial q_{i}}}=\sum _{j}p_{j}{\frac {\partial {\dot {q}}_{j}}{\partial q_{i}}}-{\frac {\partial {\mathcal {L}}}{\partial q_{i}}}-\sum _{j}{\frac {\partial {\dot {q}}_{j}}{\partial q_{i}}}\underbrace {\frac {\partial {\mathcal {L}}}{\partial {\dot {q}}_{j}}} _{p_{j}}=-{\frac {\partial {\mathcal {L}}}{\partial q_{i}}}\,.}
Die Euler-Lagrange-Gleichung besagt
{\displaystyle {\frac {\partial {\mathcal {L}}}{\partial q_{i}}}={\frac {\mathrm {d} }{\mathrm {d} t}}{\frac {\partial {\mathcal {L}}}{\partial {\dot {q}}_{i}}}={\dot {p}}_{i}\,.}
Also gelten die hamiltonschen Bewegungsgleichungen, wenn die Euler-Lagrange-Gleichung gilt. Umgekehrt gilt die Euler-Lagrange-Gleichung, wenn die hamiltonschen Bewegungsgleichungen gelten.
Beispielsweise hängt beim freien, relativistischen Teilchen mit der Lagrange-Funktion
{\displaystyle {\mathcal {L}}=-m\,c^{2}{\sqrt {1-{\dot {\mathbf {q} }}^{2}/c^{2}}}}
der Impuls gemäß
{\displaystyle \mathbf {p} ={\frac {\partial {\mathcal {L}}}{\partial {\dot {\mathbf {q} }}}}={\frac {m{\dot {\mathbf {q} }}}{\sqrt {1-{\dot {\mathbf {q} }}^{2}/c^{2}}}}}
von der Geschwindigkeit ab. Umgekehrt ist die Geschwindigkeit daher die Funktion
{\displaystyle {\dot {\mathbf {q} }}={\frac {\mathbf {p} \,c^{2}}{\sqrt {m^{2}\,c^{4}+\mathbf {p} ^{2}\,c^{2}}}}}
des Impulses. In die obige Gleichung für {\displaystyle {\mathcal {H}}} eingesetzt 
{\displaystyle {\begin{aligned}{\mathcal {H}}(\mathbf {q} ,\mathbf {p} )&=\mathbf {p} \cdot {\dot {\mathbf {q} }}(\mathbf {q} ,\mathbf {p} )-{\mathcal {L}}(\mathbf {q} ,{\dot {\mathbf {q} }}(\mathbf {q} ,\mathbf {p} ))={\frac {{\mathbf {p} }^{2}\,c^{2}}{\sqrt {m^{2}\,c^{4}+\mathbf {p} ^{2}\,c^{2}}}}+m\,c^{2}{\sqrt {1-{\frac {{\mathbf {p} }^{2}\,c^{2}}{m^{2}\,c^{4}+\mathbf {p} ^{2}\,c^{2}}}}}=\\&={\frac {{\mathbf {p} }^{2}\,c^{2}}{\sqrt {m^{2}\,c^{4}+\mathbf {p} ^{2}\,c^{2}}}}+{\frac {m^{2}\,c^{4}}{\sqrt {m^{2}\,c^{4}+\mathbf {p} ^{2}\,c^{2}}}}={\sqrt {m^{2}\,c^{4}+\mathbf {p} ^{2}\,c^{2}}}\end{aligned}}}
ergibt sich die schon angegebene Hamilton-Funktion des freien, relativistischen Teilchens.
Hängt die Lagrange-Funktion nicht explizit von der Zeit ab, dann besagt das Noether-Theorem, dass die Energie
{\displaystyle E(q,{\dot {q}})=\sum _{k}{\dot {q}}_{k}{\frac {\partial {\mathcal {L}}}{\partial {\dot {q}}_{k}}}-{\mathcal {L}}}
auf den physikalischen Bahnen ihren anfänglichen Wert behält. Der Vergleich mit der Legendre-Transformation zeigt, dass es sich bei der Hamilton-Funktion um diese Energie handelt, bei der die Geschwindigkeiten als Funktion der Impulse aufzufassen sind:
{\displaystyle {\mathcal {H}}(q,p)=E(q,{\dot {q}}(q,p))}

## Poisson-Klammer
Der Wert einer Phasenraumfunktion {\displaystyle \Phi (t,q,p)} ändert sich auf Bahnen {\displaystyle (q(t),p(t))} mit der Zeit dadurch, dass er explizit von {\displaystyle t} abhängt und dadurch, dass sich der Bahnpunkt ändert:
{\displaystyle {\frac {\mathrm {d} \Phi (t,q(t),p(t))}{\mathrm {d} t}}={\frac {\partial \Phi }{\partial t}}+\sum _{i}\left({\frac {\partial \Phi }{\partial q_{i}}}{\frac {\mathrm {d} q_{i}}{\mathrm {d} t}}+{\frac {\partial \Phi }{\partial p_{i}}}{\frac {\mathrm {d} p_{i}}{\mathrm {d} t}}\right)\,.}
Die physikalisch durchlaufenen Bahnen genügen den hamiltonschen Bewegungsgleichungen:
{\displaystyle {\frac {\mathrm {d} \Phi (t,q(t),p(t))}{\mathrm {d} t}}={\frac {\partial \Phi }{\partial t}}+\sum _{i}\left({\frac {\partial \Phi }{\partial q_{i}}}{\frac {\partial {\mathcal {H}}}{\partial p_{i}}}-{\frac {\partial \Phi }{\partial p_{i}}}{\frac {\partial {\mathcal {H}}}{\partial q_{i}}}\right)\,.}
Mit der von Siméon Denis Poisson eingeführten Poisson-Klammer zweier Phasenraumfunktionen {\displaystyle \Phi } und {\displaystyle \Psi }
{\displaystyle {\bigl \{}\Phi ,\Psi {\bigr \}}=\sum _{i}\left({\frac {\partial \Phi }{\partial q_{i}}}{\frac {\partial \Psi }{\partial p_{i}}}-{\frac {\partial \Phi }{\partial p_{i}}}{\frac {\partial \Psi }{\partial q_{i}}}\right)}
gilt also
{\displaystyle {\frac {\mathrm {d} \Phi (t,q(t),p(t))}{\mathrm {d} t}}={\frac {\partial \Phi }{\partial t}}+{\bigl \{}\Phi ,{\mathcal {H}}{\bigr \}}\,.}
Mit Poisson-Klammern geschrieben gleicht das Formelbild der hamiltonschen Bewegungsgleichungen den heisenbergschen Bewegungsgleichungen der Quantenmechanik.
Als Koordinatenfunktionen aufgefasst haben die Phasenraumkoordinaten die Poisson-Klammern
{\displaystyle \{q_{i},q_{j}\}=0=\{p_{i},p_{j}\}\,,\,\{q_{i},p_{j}\}=\delta _{ij}\,.}
Ihnen entsprechen in der Quantenmechanik nach kanonischer Quantisierung die kanonischen Vertauschungsrelationen.
Die Poisson-Klammer ist antisymmetrisch, linear und genügt der Produktregel und der Jacobi-Identität.
Für alle Zahlen {\displaystyle a} und {\displaystyle b} und alle Phasenraumfunktionen {\displaystyle \Psi ,\Phi ,\Lambda } gilt
- {\displaystyle \{\Psi ,\Phi \}=-\{\Phi ,\Psi \}\,,}
- {\displaystyle \{\Psi ,a\,\Phi +b\,\Lambda \}=a\,\{\Psi ,\Phi \}+b\,\{\Psi ,\Lambda \}\,,}
- {\displaystyle \{\Psi ,\Phi \,\,\Lambda \}=\{\Psi ,\Phi \}\,\Lambda +\Phi \,\{\Psi ,\Lambda \}\,,}
- {\displaystyle \{\Psi ,\{\Phi ,\Lambda \}\}+\{\Phi ,\{\Lambda ,\Psi \}\}+\{\Lambda ,\{\Psi ,\Phi \}\}=0\,.}

Die differenzierbaren Phasenraumfunktionen bilden eine Lie-Algebra mit der Poisson-Klammer als Lie-Produkt.

## Hamiltonscher Fluss
Zu jeder (zeitunabhängigen) Phasenraumfunktion {\displaystyle \Phi } gehört das Vektorfeld {\displaystyle v_{\Phi }\,,}
{\displaystyle v_{\Phi }(\Psi )=\{\Psi ,\Phi \}\,,}
das Phasenraumfunktionen {\displaystyle \Psi } längs der Kurven ableitet, die die hamiltonschen Gleichungen mit {\displaystyle {\mathcal {H}}=\Phi } lösen.
Die Abbildung {\displaystyle \Phi _{t}} der Anfangswerte der Lösungskurven {\displaystyle (q(0),p(0))} auf {\displaystyle (q(t),p(t))} ist der zu {\displaystyle \Phi } gehörige hamiltonsche Fluss.

## Symplektische Struktur
Der Phasenraum mit seiner Poisson-Klammer ist eine symplektische Mannigfaltigkeit mit der symplektischen Form
{\displaystyle \omega =\sum _{i}\mathrm {d} q_{i}\,\mathrm {d} p_{i}\,.}
Angewendet auf die zu {\displaystyle \Phi } und {\displaystyle \Psi } gehörigen Vektorfelder ergibt diese Zweiform die Poisson-Klammer der beiden Funktionen:
{\displaystyle \omega \,(v_{\Phi },v_{\Psi })=\{\Phi ,\Psi \}}
Die symplektische Form ist invariant unter jedem hamiltonschen Fluss. Dies besagt Folgendes:
Ist anfänglich eine zweidimensionale Fläche {\displaystyle F} im Phasenraum gegeben, dann wird sie mit der Zeit durch den hamiltonschen Fluss einer Phasenraumfunktion {\displaystyle \Phi } auf die Fläche {\displaystyle \Phi _{t}(F)} abgebildet. Die mit der symplektischen Form gemessene Größe der Anfangsfläche stimmt mit der Größe zu jeder späteren Zeit überein. Hamiltonscher Fluss ist flächentreu:
{\displaystyle \int _{F}\omega =\int _{\Phi _{t}(F)}\omega }
Da das Flächenelement {\displaystyle \omega } invariant ist, ist auch das Volumenelement {\displaystyle \omega ^{n}=n!\,\mathrm {d} ^{n}q\,\mathrm {d} ^{n}p} invariant unter hamiltonschem Fluss. Dieser Befund ist Liouvilles Theorem. Das Volumen eines Bereichs {\displaystyle B} des Phasenraumes ändert sich nicht bei hamiltonscher Zeitentwicklung:
{\displaystyle \int _{B}\omega ^{n}=\int _{\Phi _{t}(B)}\omega ^{n}}
Insbesondere bleibt der Bereich, innerhalb dessen sich das System anfänglich wegen der Messfehler befindet, gleich groß. Daraus kann man allerdings nicht schließen, dass sich anfängliche Unkenntnis nicht vergrößert. Bei chaotischer Bewegung können Anfangswerte, die sich zunächst nur durch kleine Messfehler unterschieden, auf einen großen Bereich mit vielen kleinen Löchern wie Schlagsahne verteilt werden. Auch Schlagen von Sahne vergrößert ihr mikroskopisch ermitteltes Volumen nicht.

## Kanonische Transformation
Die Hamilton-Gleichungen vereinfachen sich, falls die Hamilton-Funktion von einer Variablen, beispielsweise {\displaystyle q_{1}\,,} nicht abhängt. Dann liegt eine Symmetrie vor: die Hamilton-Funktion ist invariant unter der Verschiebung von {\displaystyle q_{1}\,.} Umgekehrt können bei Vorliegen einer Symmetrie (in einer Umgebung eines Punktes, der kein Fixpunkt ist) die Orts- und Impulsvariablen so gewählt werden, dass die Hamilton-Funktion von einer Variablen {\displaystyle q_{1}} nicht abhängt. Dann ist einfach {\displaystyle p_{1}(t)=p_{1}(0)\,.}

## Integrable Bewegung
Die Bewegungsgleichungen sind integrabel, wenn die Hamilton-Funktion nur von den Impulsen abhängt. Dann sind die Impulse konstant und die Ableitungen der Hamilton-Funktion nach den Impulsen sind die zeitlich konstanten Geschwindigkeiten, mit denen die Koordinaten {\displaystyle q} linear zunehmen,
{\displaystyle {\dot {q}}_{k}={\frac {\partial {\mathcal {H}}}{\partial p_{k}}}=\omega _{k}(p)\,,\ {\dot {p}}_{k}=-{\frac {\partial {\mathcal {H}}}{\partial q_{k}}}=0\,,\ p_{k}(t)=p_{k}(0)\,,\ q_{k}(t)=\omega _{k}(p)\,t+q_{k}(0)\,.}
Ist zudem die Phasenraumfläche konstanter Energie {\displaystyle {\mathcal {H}}(q,p)=E} kompakt, dann handelt es sich bei den Koordinaten {\displaystyle q_{k}} um die Winkel auf einem Torus, die um {\displaystyle 2\pi } vergrößert wieder denselben Punkt benennen,
{\displaystyle q_{k}\sim q_{k}+2\pi \,.}
Der Phasenraum solch eines integrablen Systems besteht aus {\displaystyle n}-dimensionalen Tori, um die sich die Lösungskurven der hamiltonschen Gleichungen winden.

## Zusammenhang mit der Quantenmechanik
So wie in der Mechanik die Hamilton-Funktion die Zeitentwicklung bestimmt, so bestimmt der Hamilton-Operator die Zeitentwicklung in der Quantenmechanik. Man erhält ihn für viele quantenmechanische Systeme aus der Hamilton-Funktion des entsprechenden klassischen Systems durch kanonische Quantisierung, indem man den algebraischen Ausdruck für {\displaystyle {\mathcal {H}}(q,p)} als Funktion von Operatoren {\displaystyle q} und {\displaystyle p} liest, die den kanonischen Vertauschungsrelationen genügen.